# Natrix
Natrix – rodzaj węży z podrodziny zaskrońcowatych (Natricinae) w rodzinie połozowatych (Colubridae).

## Zasięg występowania
Gatunki z tego rodzaju są szeroko rozpowszechnione – zasięg ich występowania obejmuje niemal całą Europę, zachodnią Azję aż do Chin i Indii (zaskroniec rybołów) oraz północną Afrykę. 
W Polsce występują zaskroniec zwyczajny oraz zaskroniec rybołów.

## Charakterystyka
Są to węże umiarkowanej wielkości – osiągają przeważnie od 75 cm do maksymalnie 2 m długości.
Głowa pokryta dużymi tarczkami, łuski zwykle z wyraźnym kilem. Większość przedstawicieli rodzaju Natrix dobrze i chętnie pływa. Żywią się niewielkimi wodnymi kręgowcami, takimi jak żaby, traszki i ryby. 

## Systematyka

### Etymologia
Natrix: łac. natrix, natricis „wąż wodny”.

### Podział systematyczny
Do rodzaju należą co najmniej trzy współczesne gatunki – zaskroniec zwyczajny (Natrix natrix), będący gatunkiem typowym, zaskroniec rybołów (Natrix tessellata) i zaskroniec żmijopodobny (Natrix maura). Ważność gatunku Natrix megalocephala obecnie jest powszechnie uznawany za młodszy synonim zaskrońca zwyczajnego. Natrix astreptophora i Natrix helvetica – tradycyjnie uznawane za podgatunki N. natrix – bywają podnoszone do rangi odrębnych gatunków. Zaskroniec zwyczajny jest sympatryczny z pozostałymi gatunkami z rodzaju Natrix na znacznej części zasięgu ich występowania. Najstarszym znanym przedstawicielem rodzaju jest N. mlynarskii z wczesnego oligocenu Francji. Do rodzaju Natrix należą także wymarłe N. sansaniensis, N. merkurensis i N. longivertebrata. Pozostałe gatunki zaliczane niegdyś do Natrix przeniesiono do innych rodzajów. Molekularne analizy filogenetyczna sugerują, że zaskroniec żmijopodobny jest najbardziej bazalną linią ewolucyjną w obrębie współczesnych zaskrońców, zaś zaskroniec rybołów jest siostrzany do gatunków dawniej klasyfikowanych jako zaskroniec zwyczajny. Natrix natrix sensu stricto (zaskroniec zwyczajny) prawdopodobnie jest gatunkiem siostrzanym do kladu obejmującego N. helvetica i N. astreptophora. Klad obejmujący wszystkie współczesne gatunki zaskrońców powstał prawdopodobnie we wczesnym miocenie.
Do rodzaju należą następujące współczesne gatunki:
- Natrix astreptophora (Seoane(inne języki), 1885)
- Natrix helvetica (Lacépède, 1789)
- Natrix maura (Linnaeus, 1758)
- Natrix natrix (Linnaeus, 1758)  – zaskroniec zwyczajny
- Natrix tessellata (Laurenti, 1768)  – zaskroniec rybołów

Dendrogram zaskrońców według Schöneberga i współpracowników (2023), z szacowanym czasem rozejścia się poszczególnych linii ewolucyjnych podanym w milionach lat:
|      | Natrix natrix                                                             |
|      |                                                                           |
| 7,28 | \| \| Natrix astreptophora \| \| \| \| \| \| Natrix helvetica \| \| \| \| |
|      | \| \| Natrix astreptophora \| \| \| \| \| \| Natrix helvetica \| \| \| \| |
|      | Natrix astreptophora                                                      |
|      |                                                                           |
|      | Natrix helvetica                                                          |
|      |                                                                           |

|  | Natrix astreptophora |
|  |                      |
|  | Natrix helvetica     |
|  |                      |

|      | Natrix natrix                                                             |
|      |                                                                           |
| 7,28 | \| \| Natrix astreptophora \| \| \| \| \| \| Natrix helvetica \| \| \| \| |
|      | \| \| Natrix astreptophora \| \| \| \| \| \| Natrix helvetica \| \| \| \| |
|      | Natrix astreptophora                                                      |
|      |                                                                           |
|      | Natrix helvetica                                                          |
|      |                                                                           |

|  | Natrix astreptophora |
|  |                      |
|  | Natrix helvetica     |
|  |                      |

|      | Natrix natrix                                                             |
|      |                                                                           |
| 7,28 | \| \| Natrix astreptophora \| \| \| \| \| \| Natrix helvetica \| \| \| \| |
|      | \| \| Natrix astreptophora \| \| \| \| \| \| Natrix helvetica \| \| \| \| |
|      | Natrix astreptophora                                                      |
|      |                                                                           |
|      | Natrix helvetica                                                          |
|      |                                                                           |

|  | Natrix astreptophora |
|  |                      |
|  | Natrix helvetica     |
|  |                      |

|      | Natrix natrix                                                             |
|      |                                                                           |
| 7,28 | \| \| Natrix astreptophora \| \| \| \| \| \| Natrix helvetica \| \| \| \| |
|      | \| \| Natrix astreptophora \| \| \| \| \| \| Natrix helvetica \| \| \| \| |
|      | Natrix astreptophora                                                      |
|      |                                                                           |
|      | Natrix helvetica                                                          |
|      |                                                                           |

|  | Natrix astreptophora |
|  |                      |
|  | Natrix helvetica     |
|  |                      |